# Furcraea
Furcraea is een geslacht uit de aspergefamilie. De soorten komen voor in Mexico, op de Caraïben, Centraal-Amerika en noordelijk Zuid-Amerika.

## Soorten
- Furcraea acaulis
- Furcraea andina
- Furcraea antillana
- Furcraea boliviensis
- Furcraea cabuya
- Furcraea depauperata
- Furcraea foetida
- Furcraea guatemalensis
- Furcraea guerrerensis
- Furcraea hexapetala
- Furcraea longaeva
- Furcraea macdougalii
- Furcraea martinezii
- Furcraea niquivilensis
- Furcraea occidentalis
- Furcraea parmentieri
- Furcraea quicheensis
- Furcraea samalana
- Furcraea selloa
- Furcraea stratiotes
- Furcraea stricta
- Furcraea tuberosa
- Furcraea undulata